# Ngoring Hu
Ngoring Hu (kinesiska: 鄂陵湖) är en sjö i Kina. Den ligger i provinsen Qinghai, i den nordvästra delen av landet, omkring 410 kilometer sydväst om provinshuvudstaden Xining. Ngoring Hu ligger 4 267 meter över havet. Arean är 611 kvadratkilometer. Den sträcker sig 38,1 kilometer i nord-sydlig riktning, och 34,6 kilometer i öst-västlig riktning.